# Gerardo Bianchi
Gerardo Bianchi (ur. ok. 1225 – zm. 1 marca 1302) – włoski kardynał.

## Życiorys
Urodził się w Gainage w diecezji Parma. Studiował na uniwersytecie w Bolonii, a następnie został kanonikiem katedralnym w Parmie. Papież Mikołaj III na konsystorzu celebrowanym 12 marca 1278 roku mianował go kardynałem prezbiterem SS. XII Apostoli oraz wysłał go jako swojego legata do Hiszpanii. Uczestniczył w papieskiej elekcji 1280-81. Nowy papież Marcin IV w dniu 12 kwietnia 1281 promował go rangi biskupa diecezji suburbikarnej Sabina. Od 1282 do 1301 (z przerwami) był legatem papieskim w królestwie Sycylii. Uczestniczył w papieskiej elekcji 1292-94 i w konklawe 1294. Zmarł w Rzymie i został pochowany w bazylice laterańskiej; był pierwszym archiprezbiterem tej bazyliki po utworzeniu tego urzędu przez Bonifacego VIII (1294-1303).